# Kroger St. Jude International 1998 - Qualificazioni singolare
Le qualificazioni del singolare  del Kroger St. Jude International 1998 sono state un torneo di tennis preliminare per accedere alla fase finale della manifestazione. I vincitori dell'ultimo turno sono entrati di diritto nel tabellone principale. In caso di ritiro di uno o più giocatori aventi diritto a questi sono subentrati i lucky loser, ossia i giocatori che hanno perso nell'ultimo turno ma che avevano una classifica più alta rispetto agli altri partecipanti che avevano comunque perso nel turno finale.
Le qualificazioni del torneo Kroger St. Jude International 1998 prevedevano 24 partecipanti di cui 6 sono entrati nel tabellone principale.

## Teste di serie
1. Michael Tebbutt (ultimo turno)
2. Christian Vinck (Qualificato)
3. Jaime Oncins (Qualificato)
4. Brian MacPhie (Qualificato)
5. Doug Flach (ultimo turno)
6. Eyal Erlich (ultimo turno)

1. T. J. Middleton (primo turno)
2. Grant Doyle (Qualificato)
3. Roberto Jabali (ultimo turno)
4. Mashiska Washington (primo turno)
5. Joaquín Muñoz Hernández (ultimo turno)
6. Eyal Ran (Qualificato)

## Qualificati
1. Eyal Ran
2. Christian Vinck
3. Jaime Oncins

1. Brian MacPhie
2. Grant Doyle
3. T. J. Middleton

## Tabellone

### Legenda
| - Q = Qualificato - WC = Wild card - LL = Lucky loser | - ALT = Alternate - SE = Special Exempt - PR = Protected Ranking | - w/o = Walkover - r = Ritirato - d = Squalificato |

### Sezione 1
|  | Primo turno | Primo turno     | Primo turno     | Primo turno | Primo turno |  |  | Ultimo turno | Ultimo turno    | Ultimo turno    | Ultimo turno | Ultimo turno |  |
|  |             |                 |                 |             |             |  |  |              |                 |                 |              |              |  |
|  | 1           | Michael Tebbutt | Michael Tebbutt | 6           | 7           |  |  |              |                 |                 |              |              |  |
|  |             | Joan Balcells   | Joan Balcells   | 3           | 6           |  |  | 1            | Michael Tebbutt | Michael Tebbutt | 3            | 3            |  |
|  | 12          | Eyal Ran        | Eyal Ran        | 6           | 6           |  |  | 12           | Eyal Ran        | Eyal Ran        | 6            | 6            |  |
|  |             | Andrew Rueb     | Andrew Rueb     | 4           | 2           |  |  |              |                 |                 |              |              |  |

### Sezione 2
|  | Primo turno | Primo turno             | Primo turno             | Primo turno | Primo turno |  |  | Ultimo turno | Ultimo turno            | Ultimo turno            | Ultimo turno | Ultimo turno |  |
|  |             |                         |                         |             |             |  |  |              |                         |                         |              |              |  |
|  | 2           | Christian Vinck         | Christian Vinck         | 6           | 6           |  |  |              |                         |                         |              |              |  |
|  |             | Gabriel Trifu           | Gabriel Trifu           | 3           | 3           |  |  | 2            | Christian Vinck         | Christian Vinck         | 6            | 6            |  |
|  | 11          | Joaquín Muñoz Hernández | Joaquín Muñoz Hernández | 6           | 6           |  |  | 11           | Joaquín Muñoz Hernández | Joaquín Muñoz Hernández | 0            | 2            |  |
|  |             | Ognen Nikolovski        | Ognen Nikolovski        | 0           | 4           |  |  |              |                         |                         |              |              |  |

### Sezione 3
|  | Primo turno | Primo turno         | Primo turno         | Primo turno | Primo turno |  |  | Ultimo turno | Ultimo turno        | Ultimo turno        | Ultimo turno | Ultimo turno |  |
|  |             |                     |                     |             |             |  |  |              |                     |                     |              |              |  |
|  | 3           | Jaime Oncins        | Jaime Oncins        | 6           | 6           |  |  |              |                     |                     |              |              |  |
|  |             | Matthew Pledger     | Matthew Pledger     | 3           | 2           |  |  | 3            | Jaime Oncins        | Jaime Oncins        | 6            | 6            |  |
|  |             | Mashiska Washington | Mashiska Washington | 7           | 6           |  |  |              | Mashiska Washington | Mashiska Washington | 0            | 3            |  |
|  | 10          | Wade McGuire        | Wade McGuire        | 6           | 3           |  |  |              |                     |                     |              |              |  |

### Sezione 4
|  | Primo turno | Primo turno    | Primo turno    | Primo turno | Primo turno |  |  | Ultimo turno | Ultimo turno   | Ultimo turno   | Ultimo turno | Ultimo turno |  |
|  |             |                |                |             |             |  |  |              |                |                |              |              |  |
|  | 4           | Brian MacPhie  | Brian MacPhie  | 7           | 6           |  |  |              |                |                |              |              |  |
|  |             | Keith Brill    | Keith Brill    | 6           | 4           |  |  | 4            | Brian MacPhie  | Brian MacPhie  | 6            | 6            |  |
|  | 9           | Roberto Jabali | Roberto Jabali | 6           | 6           |  |  | 9            | Roberto Jabali | Roberto Jabali | 4            | 3            |  |
|  |             | Kevin Kim      | Kevin Kim      | 3           | 4           |  |  |              |                |                |              |              |  |

### Sezione 5
|  | Primo turno | Primo turno   | Primo turno   | Primo turno | Primo turno |  |  | Ultimo turno | Ultimo turno | Ultimo turno | Ultimo turno | Ultimo turno |  |
|  |             |               |               |             |             |  |  |              |              |              |              |              |  |
|  | 5           | Doug Flach    | Doug Flach    | 6           | 7           |  |  |              |              |              |              |              |  |
|  |             | Mark Keil     | Mark Keil     | 3           | 6           |  |  | 5            | Doug Flach   | 2            | 6            | 3            |  |
|  | 8           | Grant Doyle   | Grant Doyle   | 6           | 6           |  |  | 8            | Grant Doyle  | 6            | 1            | 6            |  |
|  |             | David Sánchez | David Sánchez | 2           | 1           |  |  |              |              |              |              |              |  |

### Sezione 6
|  | Primo turno | Primo turno          | Primo turno          | Primo turno | Primo turno |  |  | Ultimo turno | Ultimo turno    | Ultimo turno    | Ultimo turno | Ultimo turno |  |
|  |             |                      |                      |             |             |  |  |              |                 |                 |              |              |  |
|  | 6           | Eyal Erlich          | Eyal Erlich          | 6           | 7           |  |  |              |                 |                 |              |              |  |
|  |             | Sébastien de Chaunac | Sébastien de Chaunac | 4           | 6           |  |  | 6            | Eyal Erlich     | Eyal Erlich     | 1            | 0            |  |
|  |             | T. J. Middleton      | T. J. Middleton      | 7           | 6           |  |  |              | T. J. Middleton | T. J. Middleton | 6            | 6            |  |
|  | 7           | David Witt           | David Witt           | 6           | 3           |  |  |              |                 |                 |              |              |  |